# Kapelle zur Schmerzhaften Mutter Maria (Nirm)

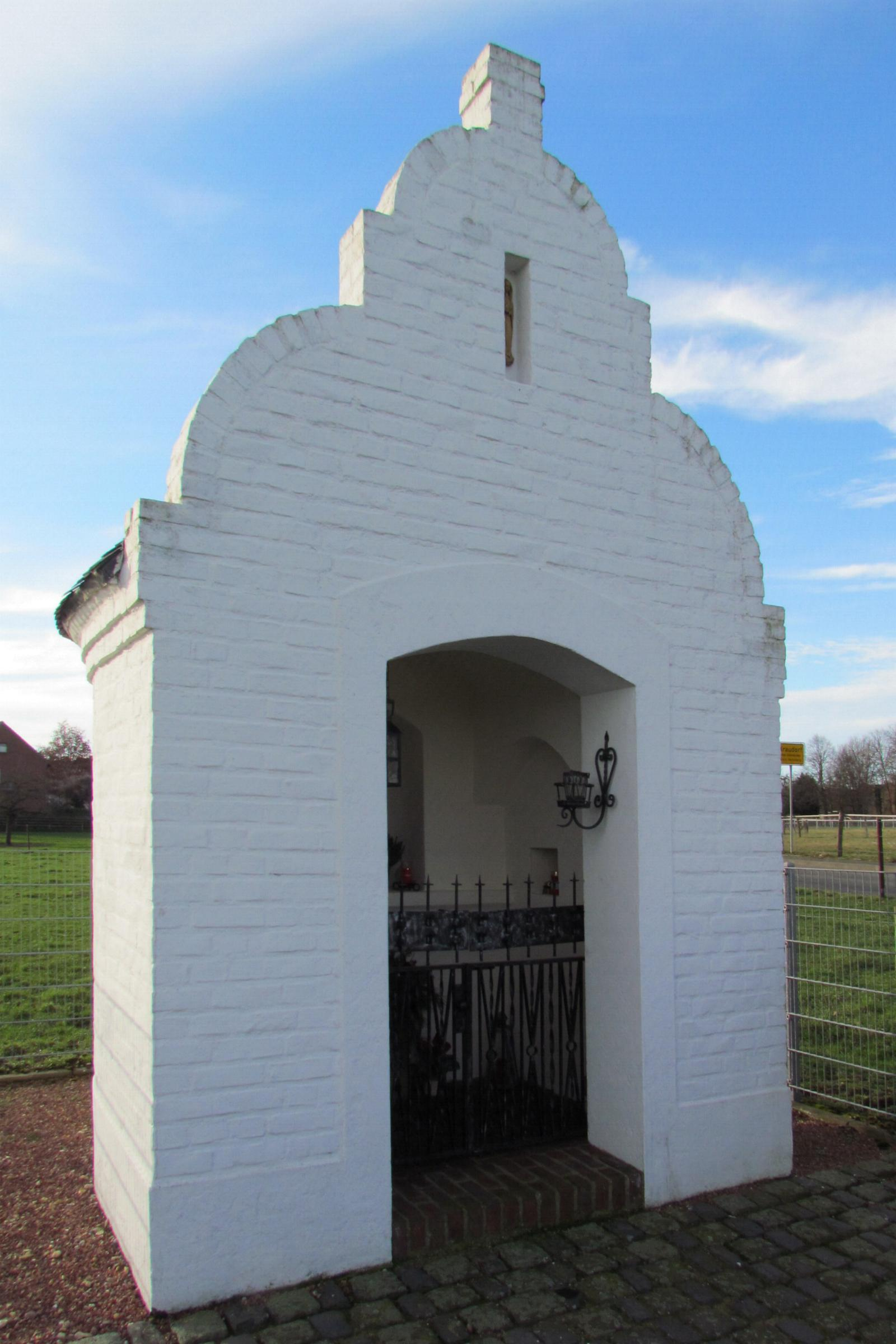

Die römisch-katholische Kapelle zur Schmerzhaften Mutter Maria befindet sich zwischen den Ortschaften Nirm und Kraudorf in der Stadt Geilenkirchen in Nordrhein-Westfalen.  Sie steht als Baudenkmal unter Denkmalschutz.

## Lage
Die Kapelle hat ihren Standort an der Nirmer Straße zwischen den Dörfern Nirm und Kraudorf. Sie steht auf einem Privatgrundstück in einer eingezäunten von der Straße her zugänglichen Parzelle.  

## Geschichte
Das denkmalgeschützte Objekt wurde im 19. Jahrhundert in privater Initiative gebaut und ist der Schmerzhaften Mutter Maria geweiht. 

## Architektur
Es handelt sich um einen Backsteinbau  aus dem Ende des 19. Jahrhunderts. Die Kapelle ist weiß geschlämmt und trägt einen geschwungenen Giebel. Das halbrunde Dach ist mit Schiefer beschlagen. Im Innern ist in der nach innen gebogenen Rückwand eine Nische, in der eine Marienfigur mit Kind steht. In der Eingangstüre ist die untere Hälfte mit einem schmiedeeisernen Schutzgitter versehen. Blumen und Kerzen verzieren den Raum.

## Galerie

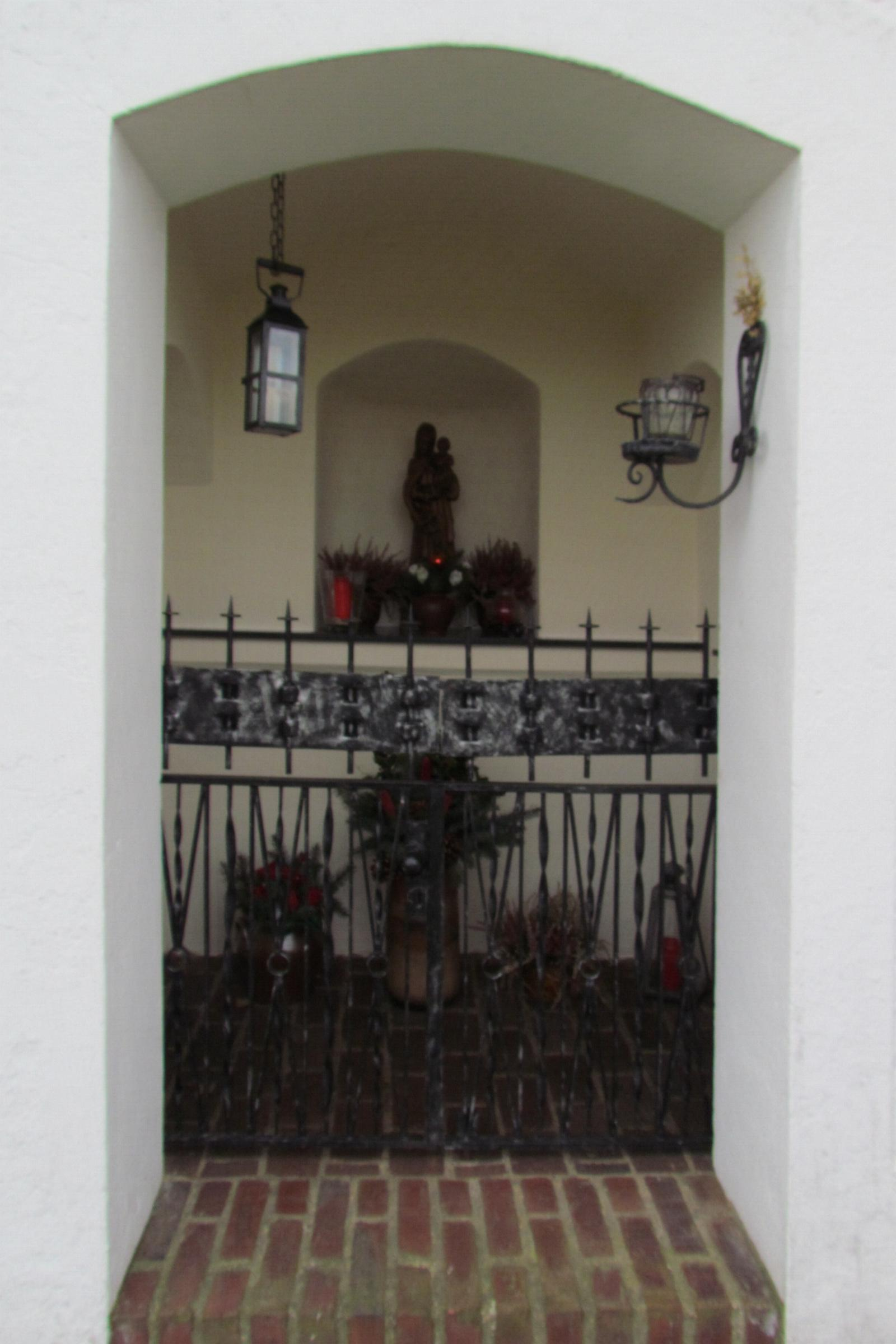
Eingangstüre
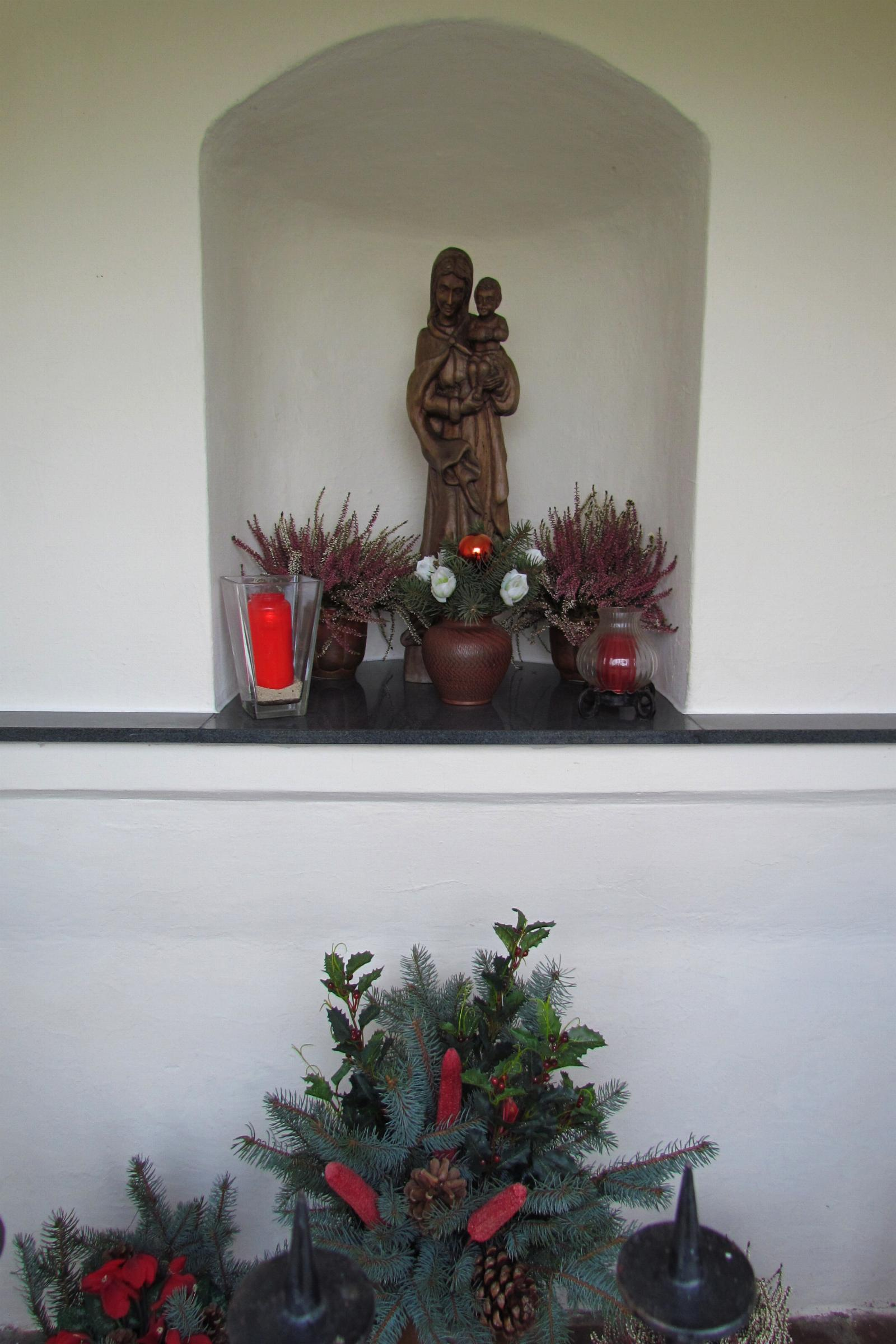
Innenansicht
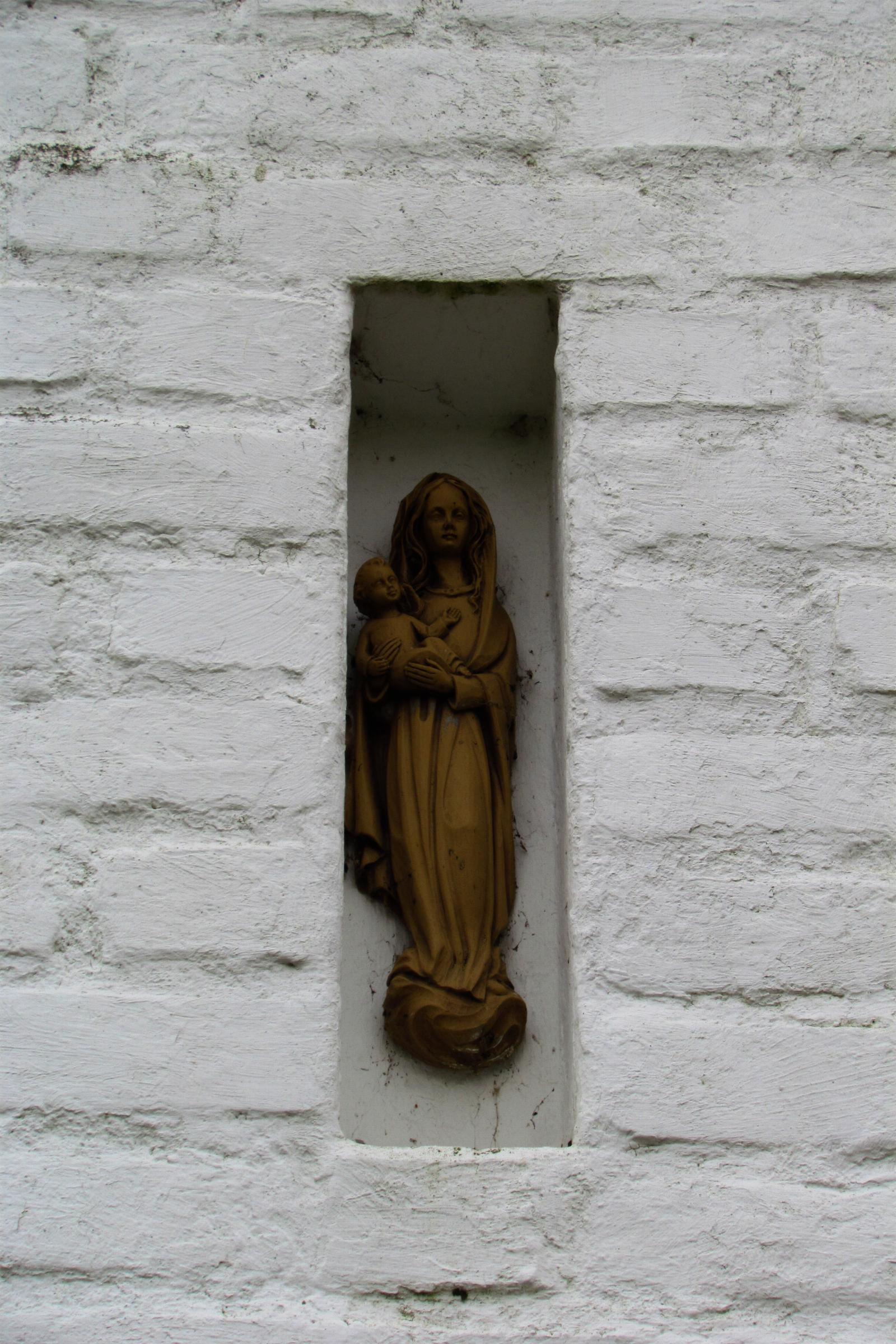
Marienfigur im Giebel
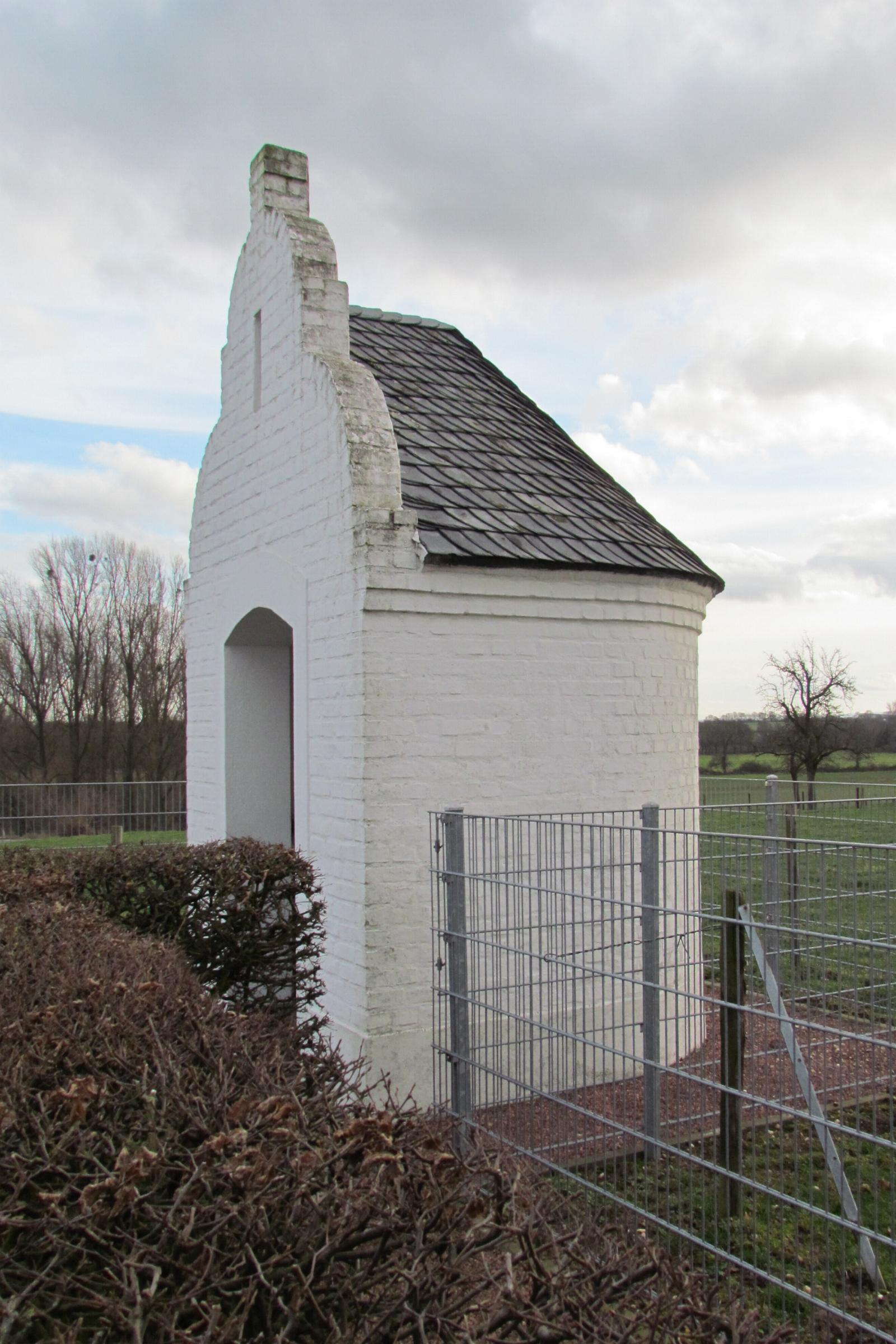
Seitenansicht
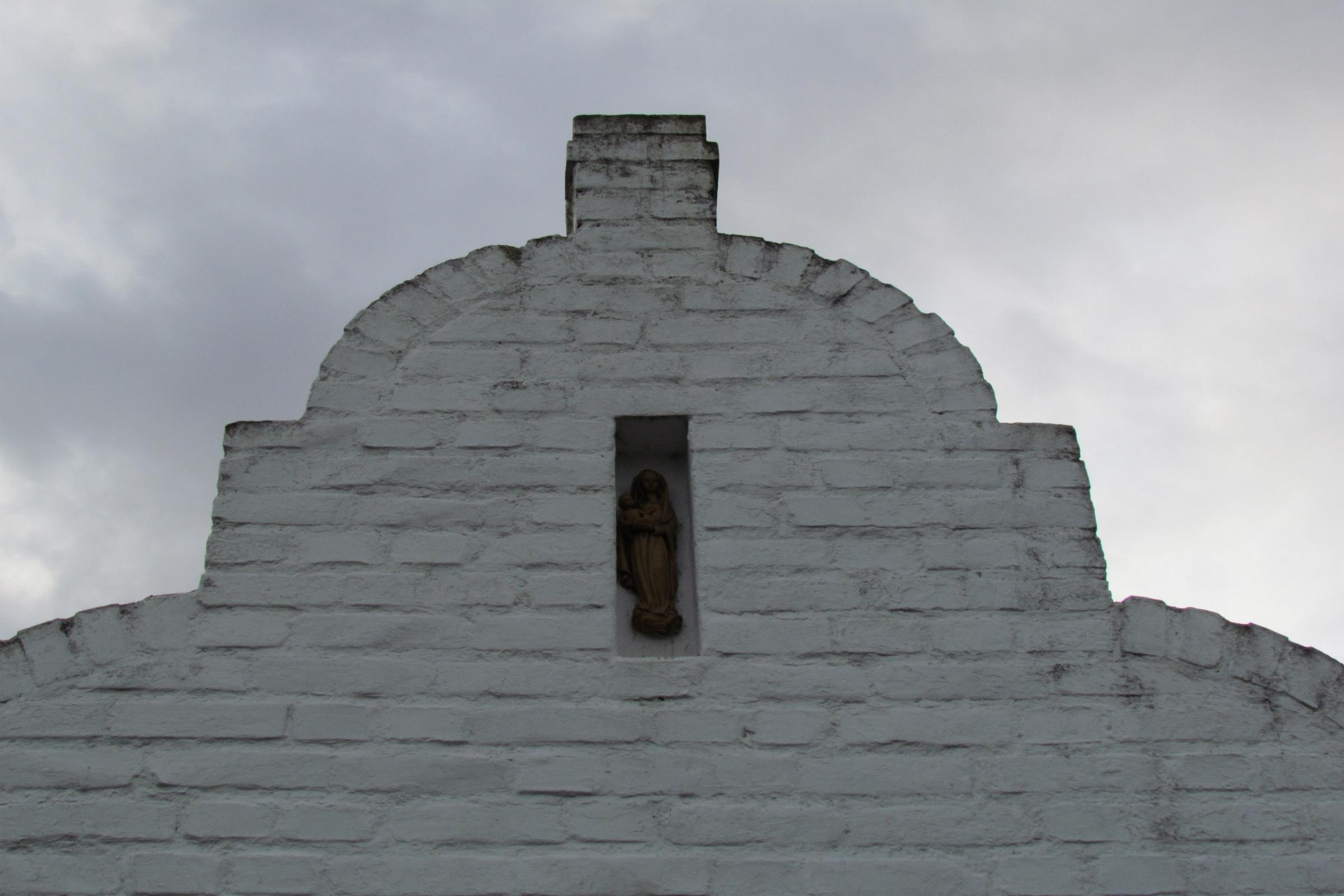
Giebelwand